# Список послов СССР и России в Иордании
В статье представлен список послов СССР и России в Иорданском Хашимитском Королевстве.

## Хронология дипломатических отношений
- 20 августа 1963 — установление дипломатических отношений на уровне посольств.

## Список послов
| Срок полномочий                   | Посол                                | Годы жизни | Вручение верительных грамот |
| --------------------------------- | ------------------------------------ | ---------- | --------------------------- |
| СССР                              |                                      |            |                             |
| 30 января 1964 — 11 июня 1968     | Пётр Константинович Слюсаренко       | 1912—?     | 25 марта 1964               |
| 11 июня 1968 — 21 ноября 1972     | Анатолий Васильевич Анисимов         | 1919—2003  | 25 июля 1968                |
| 21 ноября 1972 — 8 июня 1978      | Алексей Леонидович Воронин           | 1917—1998  | 19 декабря 1972             |
| 8 июня 1978 — 6 марта 1985        | Рафик Нишанович Нишанов              | 1926—2023  | 31 августа 1978             |
| 6 марта 1985 — 7 февраля 1990     | Александр Иванович Зинчук            | 1920—2000  |                             |
| 7 февраля 1990 — 25 декабря 1991  | Юрий Степанович Грядунов             | 1929—2020  |                             |
| Российская Федерация              |                                      |            |                             |
| 25 декабря 1991 — 22 апреля 1992  | Юрий Степанович Грядунов             | 1929—2020  |                             |
| 31 декабря 1992 — 25 января 1999  | Александр Владимирович Салтанов      | 1946—      |                             |
| 24 мая 1999 — 29 марта 2002       | Александр Григорьевич Иванов-Галицин | 1947—      |                             |
| 29 марта 2002 — 16 января 2006    | Александр Петрович Шеин              | 1952—      |                             |
| 16 января 2006 — 13 декабря 2013  | Александр Михайлович Калугин         | 1945—      |                             |
| 13 декабря 2013 — 28 декабря 2018 | Борис Фёдорович Болотин              | 1950—      | 2 марта 2014                |
| 28 декабря 2018 — наст. время     | Глеб Феликсович Десятников           | 1966—      | 6 марта 2019                |